# گراوسپیتس
گراوسپیتس (به لاتین: Grauspitz) یک کوه در سوئیس است که در کانتون گراوبوندن واقع شده‌است. گراوسپیتس ۲٬۵۹۹ متر بالاتر از سطح دریا واقع شده‌است.